# Тайбао
Тайбао (кит.: 太保市) — місто на острові Тайвань, адміністративний центр повіту Цзяї.

## Географія
Місто знаходиться в південно-західній частині острова, на відстані приблизно 10 кілометрів на захід від Цзяї, на висоті 17 метрів над рівнем моря.

## Населення
За оцінкою на 2006 рік чисельність населення міста становила 35 180 осіб.
Динаміка чисельності населення Тайбао:
| 1989   | 1993   | 1998   | 2003   | 2004   | 2005   | 2006   | 2012   |
| ------ | ------ | ------ | ------ | ------ | ------ | ------ | ------ |
| 26 920 | 28 706 | 31 454 | 34 330 | 34 597 | 35 066 | 35 180 | 36 589 |